# Elizabeth Cary, Viscountess Falkland

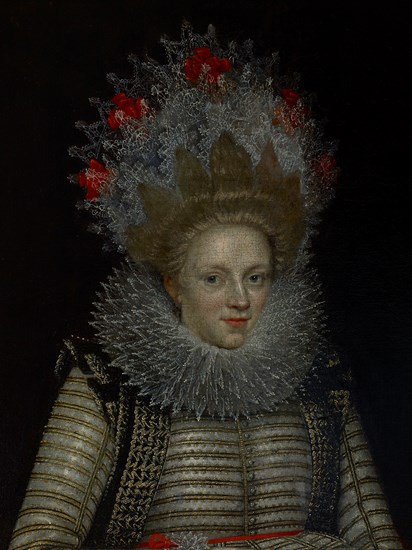
Elizabeth Cary (ca. 1620)

Elizabeth Cary, Viscountess Falkland, geb. Tanfield (* 1585 oder 1586 in Burford Priory, Oxfordshire; † 1639 in London) war eine englische Dramatikerin, Dichterin, Übersetzerin und Historikerin. Sie war die erste Frau, von der bekannt ist, dass sie ein Theaterstück auf Englisch schrieb und veröffentlichen ließ.

## Biographie

### Wirken als Schriftstellerin
Die meisten Details über das Leben von Elizabeth Cary sind aus einer Biographie bekannt, die von einer ihrer Töchter verfasst wurde und entsprechend subjektiv gefärbt. Danach entwickelte Elizabeth Cary schon als Kind ungewöhnliche Wissbegierde und Gelehrsamkeit. Ihre Eltern unterstützten die Vorlieben der Tochter, die sich mehrere Sprachen – Latein, Französisch, Spanisch und Hebräisch – zum Teil selbst beibrachte. Eine Anekdote besagt, dass die Mutter den Dienstboten untersagte, der Tochter teure Kerzen zu bringen, um auch nachts lesen zu können, nachdem Elizabeth bei diesen höhere Schulden angehäuft hatte. Elizabeth wurde ermuntert, ihre Meinung offen auszusprechen, was sie etwa gemacht haben soll im Zuge eines Hexenprozesses, dem ihr Vater vorsaß, womit sie der verurteilten Frau das Leben rettete.
Als Cary (um 1600) in das Haus ihres Ehemanns zog, wurde ihr von ihrer Schwiegermutter das Lesen verboten. Daraufhin soll Elizabeth Cary angefangen haben, Gedichte zu schreiben. Nach den Angaben der Tochter in der Biographie war für die Mutter die Poesie die höchste literarische Form. Ihr erstes (oder zweites) Stück, The Tragedy of Mariam, the Fair Queen of Jewry aus dem Jahre 1613, war in jambischen Pentametern verfasst, unter Verwendung von Zweizeilern sowie ironischen Elementen. Cary stellt darin die Folgen von Kolonialismus und patriarchalischer Herrschaft dar, wohl ein Resultat ihres Aufenthaltes in Irland, wo sie Sympathien für das Land und den Katholizismus entwickelt hatte. Der dargestellte Konflikt zwischen Mariam und König Herodes ist mutmaßlich durch ihre eigenen Erfahrungen in der Ehe mit Henry Cary inspiriert.
1612 wurde das Stück im Stationer’s Register registriert und im Jahr darauf gedruckt. Es war das erste englische Theaterstück, das von einer Frau verfasst und veröffentlicht wurde. Es ist nicht bekannt, ob es jemals öffentlich aufgeführt wurde. Denkbar ist, dass das Stück in privaten Haushalten der Oberschicht gespielt wurde.
Später schrieb Elizabeth Cary The History of the Life, Reign, and Death of Edward II (1626/1627). Der Text nutzte die Geschichte von König Eduard II. und seinen mächtigen Günstlingen Gaveston und Hugh le Despenser als Analogie zum Konflikt von König Karl I. mit dem Parlament, nachdem dessen Favorit Herzog von Buckingham zur bestimmenden Kraft in der englischen Politik geworden war. Sie beschäftigte sich in diesem Werk mit dem Phänomen der Günstlingswirtschaft und ihren negativen Folgen. Das Buch wurde erst 1680, über 40 Jahre nach ihrem Tod, publiziert. Ihre 1630 erstellte Übersetzung Reply of the most Illustrious Cardinal of Perron wurde öffentlich verbrannt.
Die englischen Dichter Michael Drayton und John Davies würdigten Carys Leistungen als Gelehrte und widmeten ihr Werke. Die meisten Werke von Elizabeth Cary sind verloren gegangen, auch ihre Gedichte. 15 Originalbriefe von ihr, einer in Kopie, die ihr Mann hatte anfertigen lassen, sind erhalten geblieben.

### Ehe und Familie
Elizabeth Tanfield war das einzige Kind von Elizabeth Symondes und ihres Ehemannes Sir Lawrence Tanfield. Der Vater war Anwalt und wurde schließlich Richter sowie Lord Chief Justice of the Exchequer. Im Alter von 15 Jahren ging Elizabeth Tanfield die von ihrem Vater arrangierte Ehe mit Henry Cary, dem späteren Viscount Falkland, ein, der sie wegen ihres Erbes heiratete. Nach sieben Jahren Ehe wurde das erste gemeinsame Kind, Catherine (1609–1625), geboren, dem zehn weitere folgten: James (1609–1625), Lucius (1610–1643), Lorenzo (1613–1642), Anne (ca. 1614–1671), Edward (1616–1616), Elizabeth (1617–1683), Lucy (1619–1650), Victoria (1620–1692), Mary (1621–1693), Henry (1622–?) und Patrick (1623–1657).
1622 wurde Henry Cary zum Lord Deputy of Ireland ernannt und zog mit seiner Frau nach Dublin. Seine Aufgabe dort war es, die englische Herrschaft über das Land zu festigen und die dortigen aufrührerischen katholischen Adligen in Schach zu halten. Drei Jahre später wurde Elizabeth Cary von ihrem Vater enterbt, weil sie Einkünfte aus ihrem Erbe genutzt hatte, um Steuerschulden ihres Mannes zu begleichen. Das Erbe ging nun an ihren hoch verschuldeten Sohn Lucius.
In Dublin verkehrte Elizabeth Cary in Kreisen prominenter Katholiken und engagierte sich sozial, indem sie eine Schule für Kinder aus den unteren Schichten gründete. Immer wieder litt sie unter Depressionen mit Suizidgedanken. 1625 kehrte sie nach England zurück und lebte nach der Trennung von ihrem Ehemann in Ragman's Castle, einem Cottage in Twickenham.
1626 machte Cary ihre Konversion zum Katholizismus öffentlich. Anlass soll gewesen sein, dass ihre älteste Tochter Catherine, zu diesem Zeitpunkt Protestantin, auf ihrem Sterbebett 1625 von einer Marienerscheinung berichtet habe. Im selben Jahr wurde ihr jüngstes Kind tot geboren. Wegen ihrer Konversion versuchte ihr Ehemann, sich von ihr scheiden zu lassen, jedoch ohne Erfolg. Er verweigerte ihr den Kontakt zu den jüngsten gemeinsamen Kindern. Trotz mehrerer Anordnungen des Privy Council, ihr Unterhalt zu zahlen, blieb er bei seiner Verweigerung, offenbar, um seine Frau dazu zu bringen, ihre Konversion rückgängig zu machen.
Henry Cary, Viscount Falkland, starb 1633, und seine Witwe bemühte sich, die Vormundschaft über ihre Kinder wiederzuerlangen. Bei ihren Töchtern gelang ihr dies, doch musste sie sich wegen der Entführung ihrer beiden jüngsten Söhne vor dem Star Chamber verantworten. Von einer Sanktion ist allerdings nichts bekannt. 1634 konvertierten vier ihrer Töchter ebenfalls zum Katholizismus. Edward Barrett, Lord Barrett berichtete König Karl I. davon, woraufhin die Mädchen von ihrer Mutter getrennt und in das herrschaftliche Haus im Dorf Great Tew gebracht wurden, das Elizabeths Sohn Lucius, nun Viscount Falkland, gehörte.
Später wurde einer von Carys Söhnen katholischer Priester, ihre vier Töchter wurden Benediktinerinnen im französischen Cambrai. Elizabeth Cary starb 1639 in London. Sie wurde in der Kapelle von Henrietta Maria von Frankreich, der katholischen Ehefrau von Karl I., bestattet.

## Werke
- The mirror of the world. 1598. (Übersetzung von Le miroir du monde von Abraham Ortelius; Manuskript in der Bodleian Library).
- The Tragedy of Mariam, the Faire Queene of Jewry. Printed by Thomas Creede, for Richard Hawkins, London 1613, (Digitalisat).
- The Reply of the most Illustrious Cardinall of Perron, to the ansvveare of the most excellent King of Great Britaine. Martin Bogart, Douay 1630.
- The History of the Life, Reign and Death of Edward II, King of England and Lord of Ireland. With The Rise and Fall of his great Favourites, Gaveston and the Spencers. Printed by J. C. for Charles Harper u. a., London 1680.